# Kolekcja portów
Kolekcja portów (lub drzewo portów) – zbiór reguł makefiles i łat dostarczonych  przez systemy BSD takie jak FreeBSD, NetBSD i OpenBSD jako prosta metoda instalacji oprogramowania lub tworzenia pakietów binarnych. Istnieją także implementacje w dystrybucjach linuksowych oraz dla ekosystemu macOS.
Porty zazwyczaj stanowią podstawę systemu zarządzania oprogramowaniem.

## Implementacje
- Porty FreeBSD — oryginalne wdrożenie bazujące na BSD make[1],
- DeltaPorts dla DragonFly BSD — zbiór łatek dla portów FreeBSD pozwalający korzystać z nich w pokrewnym systemie[2],
- NetBSD pkgsrc — projekt rozwijający międzyplatformową kolekcję portów[1]. Poza NetBSD koncentruje swą uwagę na dystrybucjach OpenSolarisa i linuksowych oraz Darwinie[3].
- OpenBSD Ports — wbrew identycznej do FreeBSD nazwie jest to osobna implementacja wykonana w języku Perl[1],
- dystrybucje linuksowe:
  - portage w Gentoo Linux[4],
  - Compile program w GoboLinux[5][6]
  - Arch Build System (ABS) w Arch Linux[7],
- macOS/Darwin:
  - Homebrew — implementacja w DSL opartym na języku Ruby,
  - MacPorts[1].